# الأشعة السينية قويمة الفولتية

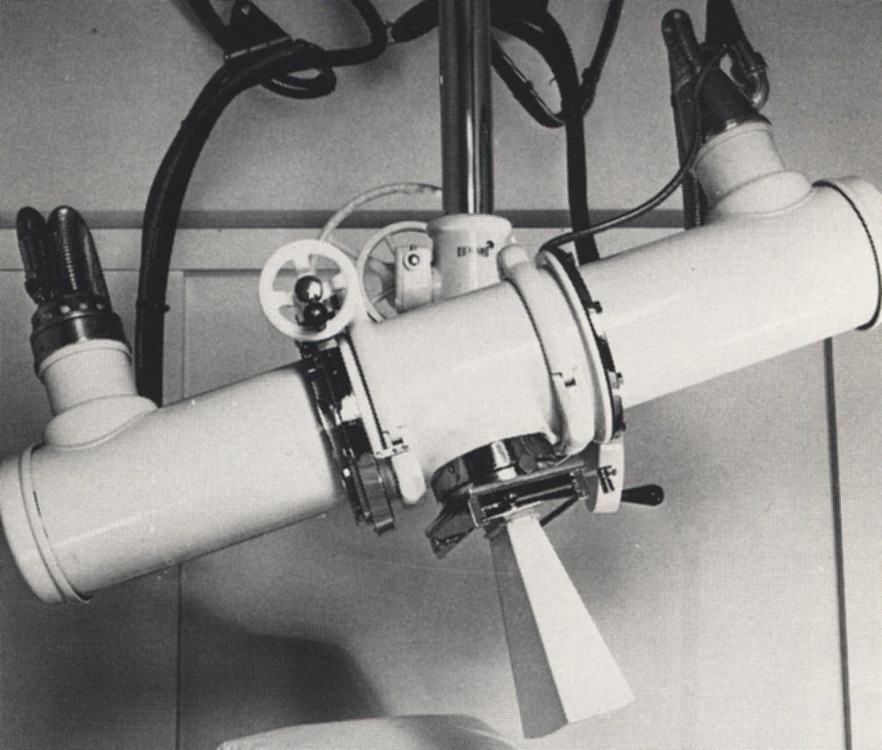

يتم إنتاج الأشعة السينية ذات الجهد الكهربائي عن طريق أنابيب الأشعة السينية التي تعمل على الفولتية في نطاق 100-500 كيلو فولت ، وبالتالي فإن الأشعة السينية لديها طاقة قصوى في نطاق 100-500 كيلو فولت أمبير.  في بعض الأحيان تسمى الأشعة السينية ذات الجهد الكهربائي بالأشعة السينية «العميقة» (DXR).  وهي تغطي الحد الأعلى من الطاقات المستخدمة في التصوير الشعاعي التشخيصي ، وتستخدم في العلاج الإشعاعي الخارجي للعلاج الإشعاعي للسرطان والأورام.  إنها تخترق الأنسجة إلى عمق مفيد حوالي 4-6 سم.  هذا يجعلها مفيدة لعلاج الجلد والأنسجة السطحية والأضلاع ، ولكن ليس للهياكل الأعمق مثل الرئتين أو أعضاء الحوض. تزداد طاقة وإمكانية اختراق أشعة إكس الناتجة عن أنبوب الأشعة السينية مع زيادة الجهد في الأنبوب.  بدأ العلاج الإشعاعي الخارجي الشعاع في نهاية القرن العشرين باستخدام أنابيب الأشعة السينية التشخيصية العادية ، والتي استخدمت فولتات أقل من 150 كيلو فولت.  وجد الأطباء أن هذه كانت كافية لعلاج الأورام السطحية ، ولكن ليس الأورام داخل الجسم.  منذ أن تم امتصاص هذه الأشعة السينية منخفضة الطاقة في الغالب في السنتيمترات القليلة الأولى من الأنسجة ، فإن إيصال جرعة إشعاعية كبيرة بما يكفي إلى الأورام المدفونة قد يتسبب في حروق جلدية شديدة.
لذلك ، ابتداءً من العشرينات من القرن العشرين ، تم بناء آلات الأشعة السينية ذات الجهد العظمي 200 إلى 500 كيلو فولت.  تم العثور على هذه لتكون قادرة على الوصول إلى الأورام الضحلة ، ولكن لعلاج الأورام في عمق الجسم هناك حاجة إلى مزيد من الجهد.  بحلول الثلاثينيات والأربعينيات من القرن العشرين ، بدأ استخدام أشعة X ذات الجهد العالي التي تنتجها الآلات الضخمة مع 3-5 ملايين فولت على الأنبوب.  مع إدخال مسرعات خطية في سبعينيات القرن الماضي ، والتي يمكن أن تنتج أشعة ضوئية من 4 إلى 30 فولت ، أصبحت الأشعة السينية ذات الجهد الكهربائي الآن ضحلة للغاية.